# American McGee's Alice
American McGee's Alice (укр. Аліса Амерікена МакГі) — відеогра в жанрі екшн від третьої особи, розроблена американською компанією Rogue Entertainment під керівництвом геймдизайнера Амерікена МакГі та видана Electronic Arts. Перший реліз гри відбувся 5 — 6 грудня 2000 року. Продукт розроблений для персональних комп'ютерів під управлінням операційних систем Microsoft Windows та Mac OS, а також для платформ PlayStation 3 та Xbox 360. Гра використовує рушій id Tech 3 від id Software, який раніше був застосований у Quake III Arena і перероблений для використання в American McGee's Alice компанією Ritual Entertainment.
Сюжет гри оснований на казках Льюїса Керрола «Аліса у Дивокраї» та «Аліса в Задзеркаллі», однак представлений іншим варіантом цього вигаданого всесвіту — похмурим, наповненим жорстокістю та насильством. У грі розповідається, як за кілька років до початку її основної сюжетної лінії в будинку маленької дівчинки Аліси відбувається пожежа, в якій гинуть її батьки, а сама Аліса, що тим часом спала та перебувала в Дивокраї, отримує емоційну травму, вважаючи себе винною в їх смерті. Після декількох років безрезультатного лікування в психіатричній клініці, дівчинка знову потрапляє до Дивокраю, але вже спотворену її травмованою психікою.
Гра отримала переважно позитивні відгуки преси. Як плюси ігровими виданнями відзначалася висока художня та технічна якість дизайну рівнів а також інших аспектів гри, що визначають її атмосферу. До мінусів були зараховані недоліки ігрового процесу: переважно надлишкова лінійність гри.

## Розробка та підтримка гри

### Концепція та назва гри

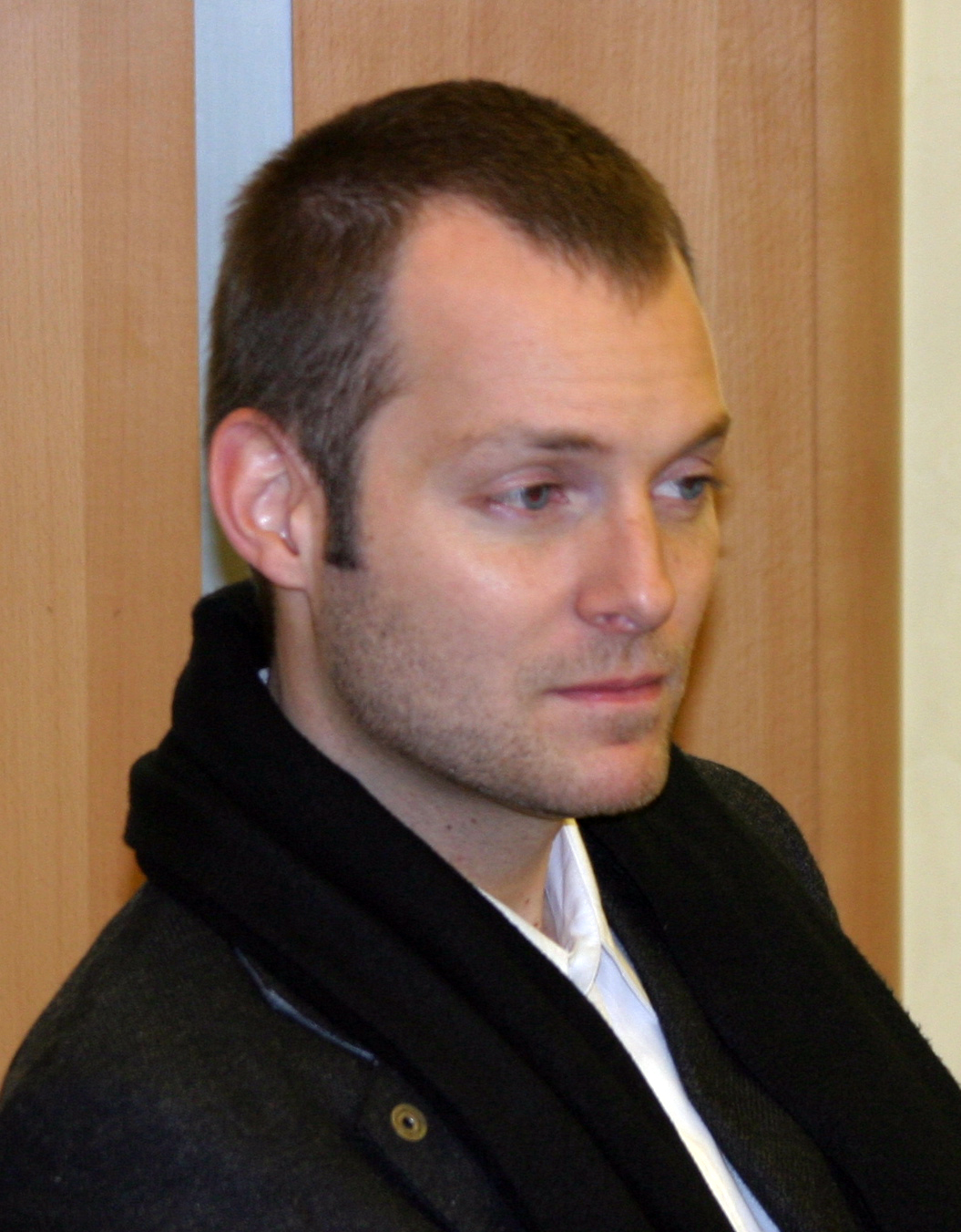
Амерікен МакГі — автор ідеї та керівник розробки гри

Концепція гри створена на основі казок Льюїса Керрола про Алісу в Дивокраї, які планувалося переробити. Ця ідея належить у першу чергу Амерікену МакГі. За його словами, вона з'явилася після того, як керівництво компанії Electronic Arts попросило МакГі придумати новий оригінальний проєкт. Відповідно до одного з інтерв'ю, на створення похмурого образу «Аліси у Дивокраї» Амерікена надихнула одна з композицій дуету The Crystal Method, в якій він почув слово «диво». Геймдизайнер, продумавши цю ідею, почав працювати над сюжетом та ескізами персонажів майбутньої гри. МакГі звертав увагу на деталі раніше розроблених за його участю продуктів, що йому не подобалися (наприклад, відтворення реального світу замість створення фантастичного, багаторазове використання традиційної зброї, непримітні персонажі), і прагнув усунути ці недоліки у власному проєкті.
Працюючи над сюжетом, Амерікен опрацьовував ідеї про повернення Аліси до Дивокраю у результаті насильства над собою і про вбивство власного вітчима під час подорожі Країною, однак такі думки були відхилені видавцем гри — компанією Electronic Arts. Також ідеї стосувалися проєкції батьків та знайомих Аліси на персонажів Дивокраю; згідно з цими думками, після смерті свого батька Аліса повинна була вирушити до Дивокраю, щоб зрозуміти причину його загибелі. Зрештою, розглянувши велику кількість ідей, багато з яких були занадто складні для гри, розробники створили найпростішу історію. Результати роботи над концептуальною складовою гри були затверджені компанією Electronic Arts, після чого почалася реалізація продукту.
МакГі констатував, що ніяких посилань на оригінальні казки, за винятком повторно використовуваних персонажів та місць, придуманих Льюїсом Керроллом, сюжет гри не має. Творці гри заявляли, що шанобливо ставляться до оригінальних творінь Керролла. За словами продюсера Rogue Entertainment Джима Молінца, спочатку розробників турбував факт майбутнього запозичення чужої інтелектуальної власності, оскільки велика кількість праць колег до цього при такому запозиченні виходила не дуже хорошою; однак казки Керролла лише послужили джерелом натхнення для творців гри, не обмежуючи свободу їх творчості. Ця свобода була підтримана Electronic Arts. Для створення гри розробники зверталися лише до романів, екранізації творів як джерела матеріалів не розглядалися.
За словами Амерікена МакГі, назва гри, яка включає його ім'я, була вибрана на настійну вимогу компанії Electronic Arts у першу чергу тому, що видавцеві потрібно зареєструвати нову торгову марку та захистити її; з найменуванням виду «Alice» зробити це набагато важче. МакГі зізнавався, що сам не підтримував таку назву, оскільки, на його думку, це явно переміщує решту людей, що брали участь у розробці продукту, на другий план. Alice є першою грою, створення якої очолив Амерікен МакГі.

### Ігровий рушій та технічні особливості гри
Гра базується на рушії id Tech 3, який раніше використовувався в грі Quake III Arena. В одному з інтерв'ю Амерікен МакГі зазначив, що цей рушій обрали через його переваги над іншими технологіями, доступними розробникам для їх цілей. Механізм рушія був знайомий розробникам, сам рушій зручний, що повинно було скоротити час розробки продукту. Продюсер гри Р. Дж. Берг підтверджував, що після попереднього огляду декількох конкурентоспроможних технологій розробники вибрали цей рушій як найбільш придатний. Для створення карт використовувалося програмне забезпечення Radiant. Головний програміст гри Пітер Мек згадував, що при написанні гри використовувалися мови програмування C та C++, оскільки на С був написаний ігровий рушій, а на С++ — доповнення до нього. Також Пітер говорив про використання поряд з програмним забезпеченням ігрового рушія технології OpenGL. Згідно зі статтею Джима Молінца в журналі Game Developer, присвяченій American McGee's Alice, гра містить 200 тисяч рядків вихідного коду і 30 тисяч скриптових рядків. За словами художника Річа Флейдера, всі 3D-моделі в грі були створені з використанням текстур формату TGA (глибиною кольору в 24 і 32 біта на піксель) з різним ступенем розтяжки; також в грі використовуються шейдерні ефекти.
У розробці гри взяли участь співробітники компанії Ritual Entertainment, яка модернізувала вихідну версію рушія id Tech 3. Вони надали розробникам гри допомогу в поліпшенні дизайну рівнів. Левел-дизайнер від Ritual Entertainment Річард Грей (Levelord) повністю створив для гри перші два рівня. За його словами, скриптова мова рушія була наближена до C++ спеціально для Alice, що спростило процес розробки. У своєму інтерв'ю 23 вересня 2000 року продюсер та сценарист гри Р. Дж. Берг підтвердив, що в American McGee's Alice використовується, крім іншого, комплект інструментальних засобів Heavy Metal: F.A.K.K. ², який був ліцензований Electronic Arts. Таким чином, ігровий рушій багатокористувацького шутера від першої особи Quake III був значно модифікований для використання в однокористувацькому пригодницькому бойовику від третьої особи.

## Відгуки преси

### Популярність та успіх гри
З часу анонсу American McGee's Alice була найвідоміша як гра, що розробляється на рушії Quake III Arena. Після виходу гра отримала переважно позитивні відгуки великих ігрових видань та стала комерційно успішною, упродовж деякого часу бувши однією з найпродаваніших ігор у США. Alice отримала популярність серед гравців та швидко набула культовий статус у жанрі Action. Внаслідок цього керівник проєкту Амерікен МакГі, раніше відомий в ігровій індустрії лише як учасник створення ігор із серій Doom та Quake, Став упізнаваним у першу чергу як розробник цієї гри.

### Огляди та рецензії
| Агрегатор  | Оцінка             |
| ---------- | ------------------ |
| Metacritic | 85/100 (34 огляди) |

| Видання       | Оцінка |
| ------------- | ------ |
| Game Informer | 9/10   |
| GameSpot      | 7.3/10 |
| GameSpy       | 93/100 |
| IGN           | 9.4/10 |

Рецензент від сайту IGN позитивно оцінив графіку та дизайн рівнів, зазначивши старання розробників у опрацюванні окремих ігрових об'єктів. Також було відзначено високу художню якість звукового супроводу гри — як музики, так і озвучення персонажів. Менш позитивної оцінки удостоївся ігровий процес: рецензент звернув увагу на деякі недоліки бойової системи та керування. Як недолік гри було згадано відсутність багатокористувацького режиму, у зв'язку з яким імовірність, що користувач пройде дану гру багаторазово, знижується. Журналіст IGN поставив грі оцінку в 9,4 бали з 10.

### Нагороди, рейтинги та номінації
Гра American McGee's Alice була внесена до списку найкращих ігор 2000 року за версією новинного сайту msnbc.com. Також після виходу гри Alice увійшла до рейтингу найкращих шутерів 2000 року, що був опублікований сайтом Stomped. У 2008 році гру включили до розділу «Ігроізації» списку «100 головних відеоігор», складеного журналом Мир Фантастики.
19 лютого 2007 року сайт Tom's Hardware опублікував рейтинг 50 найкращих персонажів-дівчат в історії відеоігор, до числа яких увійшла головна героїня гри — Аліса. Героїня опинилася на 18 рядку рейтингу «50 найкращих персонажів відеоігор», складеного сайтом Empire Online. GameSpy у топ-10 найкращої ігрової зброї, опублікованої в липні 2001 року, помістив на шосте місце Демонські Кістки (англ. Diabolical Dice) із American McGee's Alice.
Редактори ігрового сайту Absolute Games у своїй рецензії привласнили грі титул «Наш вибір». Нагорода «Вибір редакторів» (англ. «Editors' Choise») також була присуджена грі рецензентом від сайту IGN.
При підведенні рейтингу «Царство страху: десять наймоторошніших моментів у іграх» 2009 року журнал Найкращі Комп'ютерні Ігри відзначив особливою номінацією Фортецю Дверей із гри American McGee's Alice, оцінивши божевілля як самої локації, так і її мешканців — Божевільних Дітей.
Alice була включена до списку найкращих ігор із дурними назвами, складеного IGN у 2010 році. Причиною такого включення послужило ім'я Амерікена МакГі, наявне в складі назви гри і назване творцями списку дивним.

## Комплектація
Стандартна англійська версія гри містить:
- два компакт-диски з грою;
- 24-сторінкове керівництво користувача;
- 36-сторінковий журнал перебування Аліси у клініці Ратледж («Rutledge Private Clinic and Asylum Casebook» for Alice);
- реєстраційну картку.

Журнал перебування Аліси у клініці був написаний Грегом Роншем (англ. Greg Roensch). Згідно з сюжетом, клінічний журнал вів лікар Аліси, записуючи у ньому всі події, що відбуваються з Алісою в період її лікування. За словами Амерікен МакГі, клінічний журнал був доданий до комплекту для того, щоб певною мірою познайомити гравця з сюжетом ще до включення комп'ютера та початку гри, представивши її атмосферу заздалегідь.
Клінічний журнал був позитивно оцінений критиками та названий цікавим. Негативну оцінку отримало керівництво користувача: за словами рецензента від Allgame, мануал підходить для досвідченого геймера, але менш зрозумілий та достатній для новачка. Рецензент від ресурсу EchoBaseCommand відзначав, що керівництво з 20 сторінок містить лише 4 сторінки фактичних правил гри, решта тексту описує установку, настройку продукту та містить інформацію про усунення ігрових неполадок.